# Kněžná
Kněžná je malá řeka v Královéhradeckém kraji. Jde o významný levostranný přítok řeky Bělé. Délka toku činí 26,7 km. Plocha povodí měří 94,8 km².

## Původ jména
Původní jméno řeky je Kněžská (doloženo 1577). Analogií (podle řek v kraji typu Desná, Loučná, Rybná…) byla starší přípona -ská nahrazena příponou -ná, nejspíše již v 18. století. Základem jména toku je slovo „kněz“ ve středověkém významu kníže, feudální pán. Pojmenování tedy vyjadřovalo, že jde o tok v knížecím majetku nebo případně může být význam jména od slova kněz, pak by šlo o řeku v majetku církevního držitele. Původní standardizované jméno bylo Kněžna potok (v roce 1945), v 50. letech 20. století při revizi názvosloví bylo navrženo Kněžná (stejně jako ostatní toky v oblasti) a přijato Okresním názvoslovným sborem i Názvoslovnou komisí.

## Průběh toku
Říčka pramení v Orlických horách, na západním úbočí vrchu Pláň (872 m n. m.), v nadmořské výšce 795 m. Teče převážně jihozápadním směrem, protéká Rychnovem nad Kněžnou. Ústí do řeky Bělé na jejím 2,6 říčním kilometru, severovýchodně od Častolovic, v nadmořské výšce 270 m.

### Větší přítoky
- Uhřínovský potok, zprava, ř. km 20,1[1]
- Lukavice, zprava, ř. km 14,4[3]
- Liberský potok, zleva, ř. km 13,7[4]
- Javornický potok, zleva, ř. km 11,4[5]
- Jahodovský potok, zleva, ř. km 7,6[6]

## Vodní režim
Průměrný průtok v Rychnově nad Kněžnou činí 0,87 m³/s.
Hlásný profil:
| místo               | říční km | plocha povodí | průměrný průtok (Qa) | stoletá voda (Q100) |
| ------------------- | -------- | ------------- | -------------------- | ------------------- |
| Rychnov nad Kněžnou | 8,2      | 75,35 km²     | 0,87 m³/s            | 69,8 m³/s           |

N-leté průtoky v Rychnově nad Kněžnou:
| N-leté průtoky | Q1   | Q5   | Q10  | Q50  | Q100 |
| -------------- | ---- | ---- | ---- | ---- | ---- |
| Q [m³/s]       | 9,21 | 23,8 | 32,2 | 56,9 | 69,8 |

## Mlýny
- Rotterův mlýn – Rychnov nad Kněžnou, kulturní památka